# 圆齿刺鼠李
圆齿刺鼠李（学名：Rhamnus dumetorum var. crenoserrata）为鼠李科鼠李属下的一个变种。